# Mead (Venuskrater)
Mead ist der mit Abstand größte Einschlagkrater auf dem Planeten Venus. Seine Benennung nach der US-amerikanischen Ethnologin Margaret Mead wurde von der IAU 1991 bestätigt.

## Lage
Der Krater liegt im Tiefland in nördlicher Nähe von Aphrodite Terra, nordwestlich der Ovda Regio.

## Beschreibung
Mead hat einen Durchmesser von 270 Kilometern und zählt zur Kategorie der Multiringkrater. Sein innerer Ring wird als die eigentliche Hinterlassenschaft des Einschlags eines Asteroiden angesehen. Der radarhellere Boden innerhalb des Innenrings ist entweder auf Lava zurückzuführen, die vor ihrer Erstarrung den Krater aufgefüllt hat, oder er zeigt durch den Einschlag ausgeworfenes Material, das in den Krater zurückgefallen ist. Eine zentrale Erhebung, wie bei Einschlagkratern dieser Größenordnung üblich, ist nicht vorhanden. Der äußere Ring kann als eine Auffaltung durch Flankenabrutschung entlang eines Steilhangs verstanden werden. Das Gefälle des Kraters ist für seine Größe bemerkenswert flach, es beträgt von seinem Rand bis in sein Zentrum rund einen Kilometer.